# Clowhom Lake
Clowhom Lake är en sjö i Kanada.   Den ligger i provinsen British Columbia, i den sydvästra delen av landet, 3 600 km väster om huvudstaden Ottawa. Clowhom Lake ligger 51 meter över havet. Arean är 7,2 kvadratkilometer. Den sträcker sig 6,1 kilometer i nord-sydlig riktning, och 7,7 kilometer i öst-västlig riktning.
I omgivningarna runt Clowhom Lake växer i huvudsak barrskog. Runt Clowhom Lake är det mycket glesbefolkat, med 3 invånare per kvadratkilometer.